# Galbula pastazae
El jacamará cobrizo (Galbula pastazae), también denominado jacamar cobrizo y
jacamar pechicobrizo, es una especie de ave piciforme de la familia Galbulidae, que se encuentra en los bosques de las laderas de los Andes, entre los 600 y 1.700 m de altitud, en Colombia, Ecuador y Perú.

## Descripción
Mide en promedio 24 cm de longitud. Dorso color verde tornasolado, más azulado en la corona; pecho verde metálico; el vientre y la cola de color ladrillo. Pico largo, casi recto y negro; anillo ocular anaranjado. La hembra presenta un notorio parche rojizo en la garganta.

## Comportamiento
Percha en ramas bajas, entre 1,5 y 4 m de altura, especialmente en sitios abiertos en los alrededores de corrientes de agua, senderos o cerca de árboles caídos. Se alimenta de insectos, preferentemente escarabajos, avispas y mariposas. El nido es una galería curvada de 50 cm de profundidad, en bancos de tierra a alturas entre 1,5 y 2 m.